# スコルバ
『スコルバ』（すこるば、英文:SCOLBA）は、田村薬品工業が製造・販売する外用薬（水虫・たむし治療薬）である。かつては、武田コンシューマーヘルスケア（現・アリナミン製薬）が製造・販売していた。

## 製品概要
- 薬局・薬店で販売されている水虫薬シェアでは、首位の大正製薬「ダマリン」に次ぐシェア2位であった[要出典]。
- 日本初の市販薬であり、クロトリマゾールとかゆみ止め成分・l-メントールを配合した。
- かつて、スプレータイプ（エアゾール剤）・液剤・クリーム剤が発売されていたが、ワンプッシュ噴射式（使い過ぎ防止機能付）タイプの「スコルバEX」が発売された。
- 2021年に田村薬品工業が「スコルバ」ブランドを引き継ぎ、ワンプッシュ噴射式タイプの「スコルバEX」が約2年ぶりに復活発売。2022年にはクリームタイプの「スコルバEXクリーム」も復活発売した。

## 歴史
- 1993年（平成5年）2月 - 武田薬品工業が 「スコルバ」（ジェット噴射式40ml・クリーム・液）を発売。当初はグリーンとイエローのパッケージであった。
- 1994年（平成6年） - 「スコルバ」ジェット噴射式に大容量サイズの60mlを追加。水色とイエローのパッケージで硝酸オキシコナゾールを配合した「スコルバS」シリーズ（クリーム・液）を発売。
- 1998年（平成10年） - 硝酸オキシコナゾールにかゆみ止め成分のl-メントールを配合したブルーのパッケージ「スコルバLX」シリーズ（ジェット噴射式50ml・クリーム・液）を発売。
- 2003年（平成15年） - 赤のパッケージで、塩酸ブテナフィンを配合した「スコルバダッシュ」シリーズ（ジェット噴射式50ml・クリーム・液）を発売。
- 2004年（平成16年） - パウダースプレータイプ「スコルバLXパウダーイン」を発売。
- 2006年（平成18年） - 青を基調に黄色い稲妻がデザインされた1日1回タイプ「スコルバ24」シリーズ（ジェット噴射式50ml・クリーム）を発売。
- 2008年（平成20年） - 塩酸ブテナフィンにかゆみ止め成分を配合した水虫薬「スコルバEX」シリーズ（ジェット噴射式50ml・液・クリーム）を発売。
- 2011年（平成23年） - 「スコルバEX」のピンクのパッケージ仕様「scolba EX（スコルバEX）」と、ブルーのパッケージ「スコルバEX（ブルー）」を発売。
- 2014年（平成26年） - ワンプッシュ噴射式（エアゾール剤）の「スコルバEX」をリニューアルして発売。
- 2017年（平成29年）4月 - 武田コンシューマーヘルスケアへ移管。
- 2019年（平成31年/令和元年）‐ 武田コンシューマーヘルスケアでの製造・販売を終了。
- 2021年（令和3年）12月 - 田村薬品工業が「スコルバ」ブランドを引き継ぎ、ワンプッシュ噴射式（エアゾール剤）の「スコルバEX」を復活発売。
- 2022年（令和4年）12月 - クリームタイプ「スコルバEXクリーム」を復活発売。

## 歴代の主要製品
現在の製品
- スコルバEX【指定第2類医薬品】（ワンプッシュ噴射式50ml）
- スコルバEXクリーム【指定第2類医薬品】

過去の製品
- スコルバ（ジェット噴射式40ml、製造元：前田薬品工業株式会社）
- スコルバ（ジェット噴射式60ml、製造元：前田薬品工業株式会社）
- スコルバクリーム（製造元：前田薬品工業株式会社）
- スコルバ液（製造元：前田薬品工業株式会社）
- スコルバSクリーム（製造元：東京田辺製薬株式会社（現・田辺三菱製薬））
- スコルバS液（製造元：東京田辺製薬株式会社）
- スコルバLX（ジェット噴射式50ml、製造元：前田薬品工業株式会社）
- スコルバLXクリーム（製造元：前田薬品工業株式会社）
- スコルバLX液（製造元：前田薬品工業株式会社）
- スコルバダッシュ（ジェット噴射式50ml）
- スコルバダッシュクリーム（製造販売元：科研製薬株式会社）
- スコルバダッシュ液（製造元：前田薬品工業株式会社）
- スコルバLXパウダーイン（100ml）
- スコルバ24（ジェット噴射式50ml、製造元：前田薬品工業株式会社）
- スコルバ24クリーム（製造元：前田薬品工業株式会社）
- スコルバEX液
- スコルバEX【指定第2類医薬品】（ブルー、ジェット噴射式50ml）
- スコルバEX【指定第2類医薬品】（ピンク、ジェット噴射式50ml）「scolba EX（販売名:スコルバEX）」